# Crematogaster grevei
Crematogaster grevei är en myrart som beskrevs av Auguste-Henri Forel 1891. Crematogaster grevei ingår i släktet Crematogaster och familjen myror. Inga underarter finns listade i Catalogue of Life.

## Bildgalleri

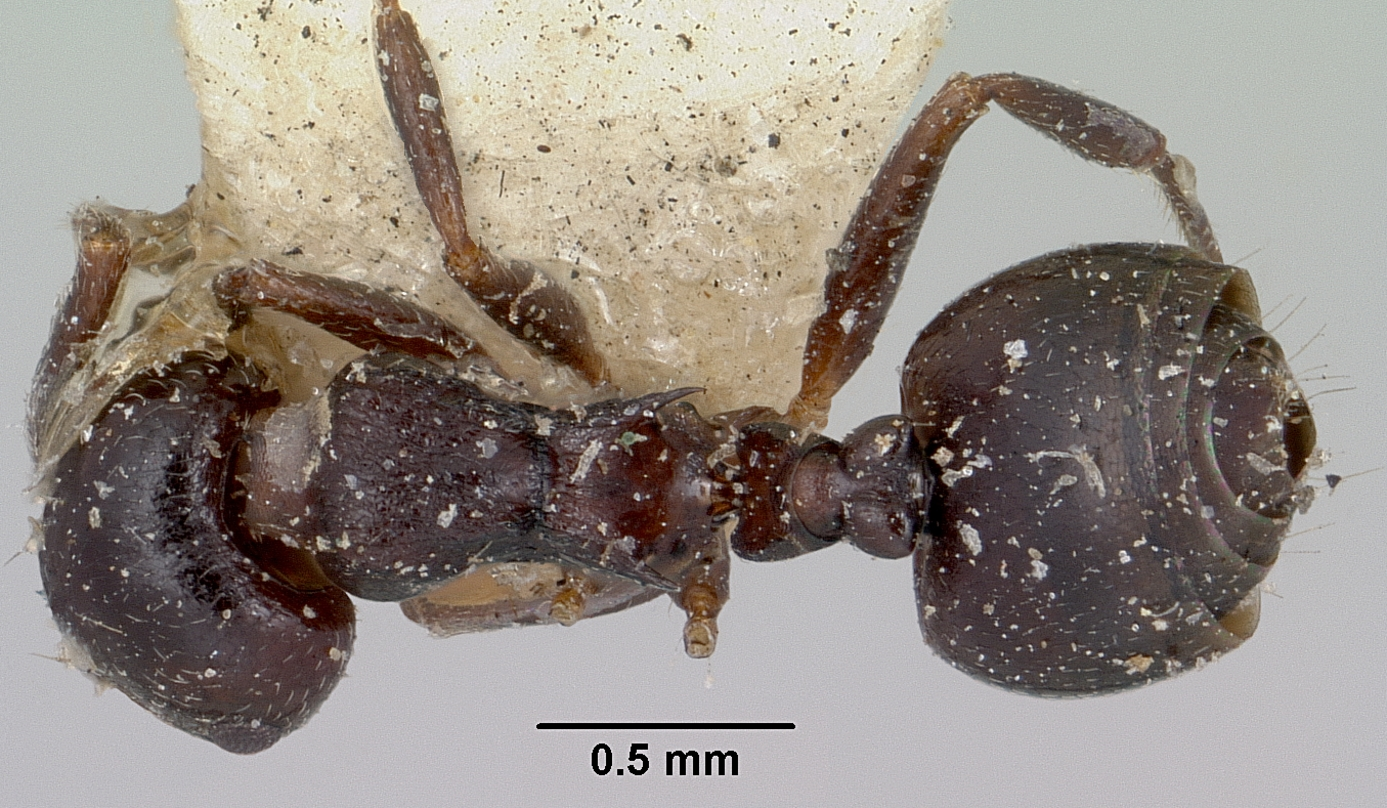
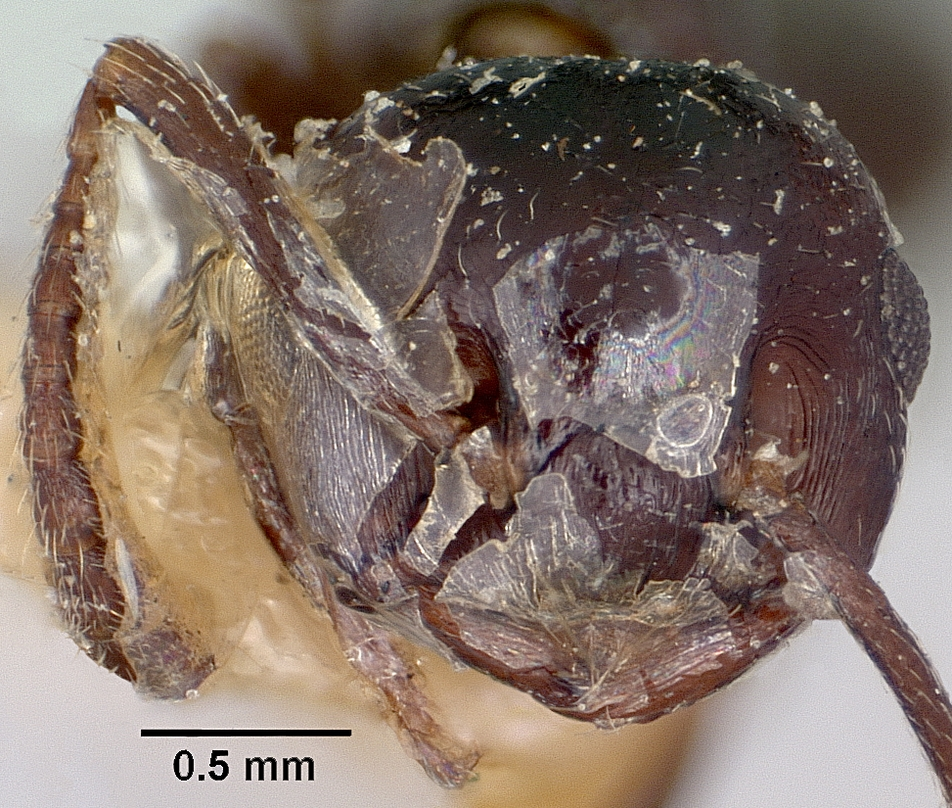
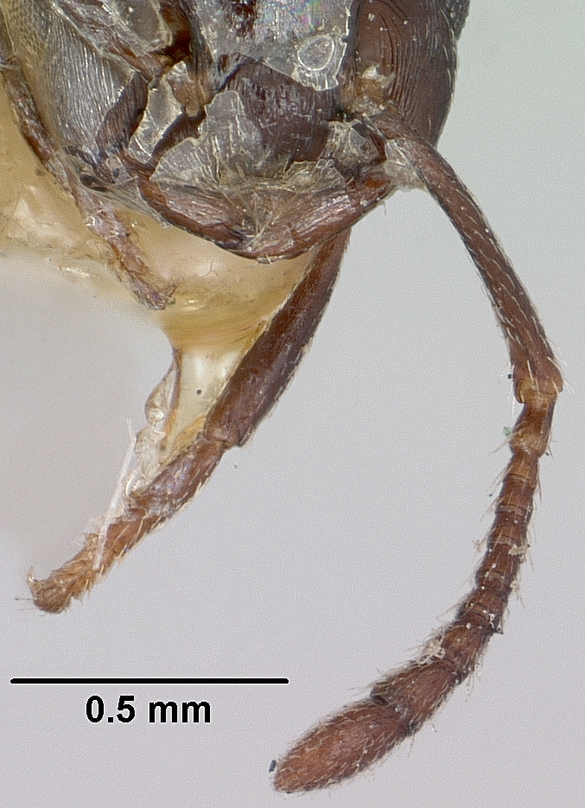
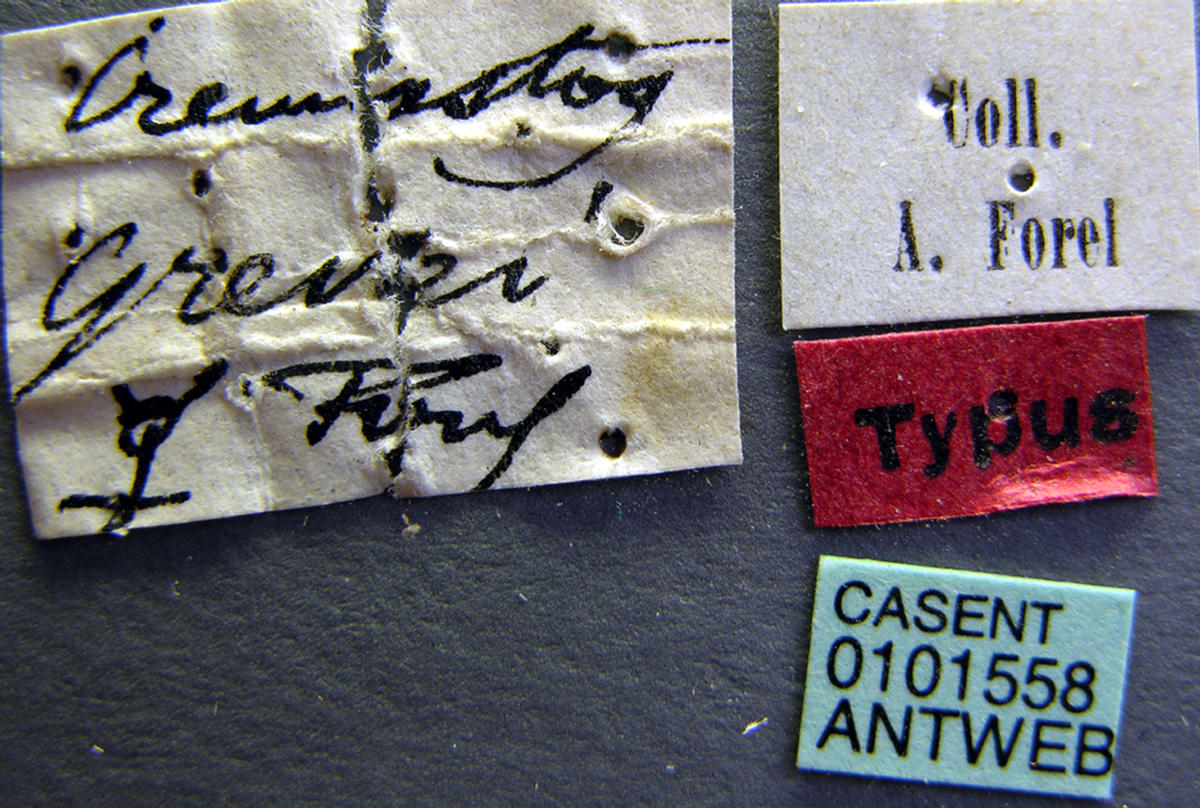
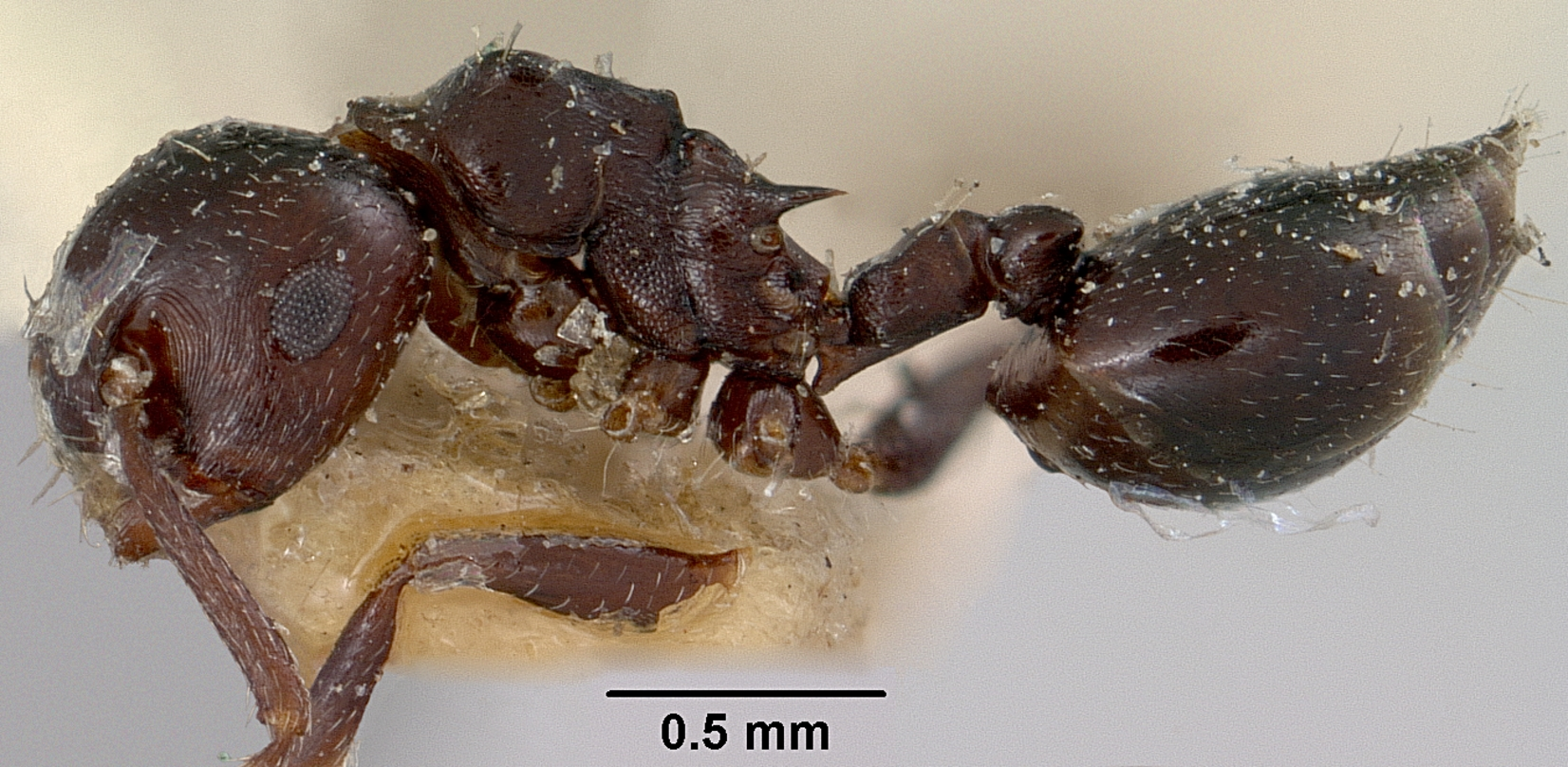
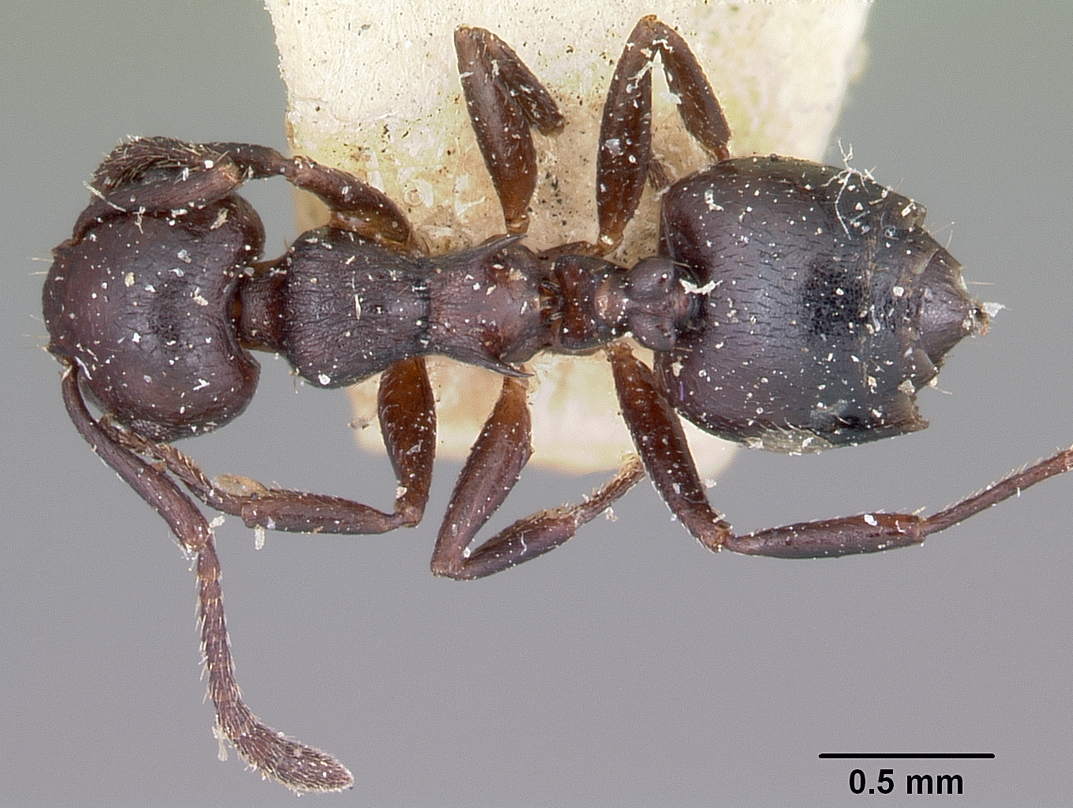